# Xenija Alexandrowna Rasumowa
Xenija (Ksenija) Alexandrowna Rasumowa (russisch Ксения Александровна Разумова, englische Transkription Ksenia Aleksandrovna Razumova; * 1931) ist eine russische Plasmaphysikerin am Kurtschatow-Institut und arbeitet auf dem Gebiet der Kernfusion.
Sie gewann zweimal den Staatspreis der UdSSR für Arbeiten zum Tokamak (1971) und für Arbeiten zum Plasmaheizen mit einem Gyrotron (1983).
2017 erhielt sie den Hannes-Alfvén-Preis dafür, dass sie erstmals eine makroskopisch stabile Plasmasäule in einer Tokamak-Konfiguration erhielt, was zum weltweiten Programm der Erkundung und Entwicklung des Tokamak-Konzepts in der Fusionsforschung mit magnetisch eingeschlossenen Plasmen führte (Laudatio). 1992 erhielt sie den nach Lew Andrejewitsch Arzimowitsch benannten Arzimowitsch-Preis.